# Marínos Faliéros
Marínos Faliéros (en grec moderne Μαρίνος Φαλιέρος, en vénitien Marin Falier), né avant 1397 et mort en juin 1474 est un écrivain et poète vénitien de langue grecque originaire de la Crète vénitienne et l'un des représentants les plus importants de la première période de la littérature crétoise. Ses œuvres littéraires qui ont survécu sont deux poèmes d'amour et trois textes religieux de tradition byzantine.

## Biographie
Marínos Faliéros est identifié (de façon incertaine) avec un feudataire vénitien, membre d'une branche installée en Crète de la famille Falier, maison patricienne de Venise, présente dès le début de la domination vénitienne en 1211. Le père du poète, Marco Falier, est le seul descendant de la famille en Crète et sa mère, Agnès, est issue d'une autre famille aristocratique installée en Crète, les Ghisi. Marínos Faliéros est l'un des plus grands propriétaires fonciers de Crète. Il épouse vers 1418 Fiorenza Zeno, fille du seigneur d'Andros Pietro Zeno avec qui il a 9 enfants. Il est membre du Conseil baronnial de Crète et du Sénat. Il semble avoir reçu une éducation importante, et avoir été au moins en mesure de suivre les développements de la littérature italienne de la Renaissance.

## Œuvres
Marínos Faliéros a écrit des œuvres à caractère édifiant, dans la tradition byzantine, et des poèmes d'amour : 
- La Crucifixion de Notre-Seigneur Jésus-Christ, parue en 1543 ou 1544 ;
- Λόγοι διδακτικοί, une imitation d'un auteur byzantin, Spanéas ;
- un Poème exhortatif, une consolation à un ami en deuil de ses parents ;
- deux poèmes d'amour manifestent une influence italienne et sont nettement païens[2].